# Premessa
Una premessa è una dichiarazione preliminare ad un'altra dichiarazione o a un discorso, che ha lo scopo di introdurre o chiarire un concetto precedente rispetto al momento in cui si vuole affrontare un determinato argomento principale. 

## Tipologie
In logica è uno dei due giudizi che precede la conclusione sillogistica. La struttura composta da due premesse e una conclusione, infatti, costituisce la cosiddetta struttura argomentativa base. Un esempio a tal proposito è fornito dalla regola di inferenza della logica matematica.
In editoria, è un breve scritto introduttivo a un testo firmato dall'editore o da altra persona diversa dall'autore, per dare informazioni su qualche particolare aspetto della pubblicazione.